# 俺がお嬢様学校に「庶民サンプル」として拉致られた件
『俺がお嬢様学校に「庶民サンプル」として拉致られた件』（おれがおじょうさまがっこうにしょみんサンプルとしてらちられたけん）は、七月隆文による日本のライトノベル。イラストは閏月戈が担当している。一迅社文庫（一迅社）より2011年11月から2016年7月まで刊行された。2016年1月時点でシリーズ累計部数は220万部を突破している。
メディアミックスとして、『月刊ComicREX』2012年7月号から2018年11月号まで、作画りすまいによる漫画版が連載。2013年2月20日発売の小説第5巻特装版ではドラマCD化され、2015年10月から12月にはアニメ化された。

## あらすじ
ごく平凡な高校生・神楽坂公人は、ある日突然「清華院（せいかいん）女学校」に拉致されてしまう。そこは名家の令嬢のみが集い、伝統と格式を重んじる超お嬢様学校。生徒達は外界とは全くの無縁で、敷地から外に出ることさえも全く無い。おまけに父親以外の男性や世間の一般常識、挙句は流行を全く知らないままの「超絶箱入り娘」として学校生活を送る。ゆえに卒業して一般社会に出ても世間に対する常識や耐性が皆無であるがために、近年では現実に絶望して引きこもりのネトゲ廃人と化す者が多くなってしまった。そんな問題を解決すべく、異性と世間に免疫をつける教育のために拉致されてきた公人だったが、彼女達は庶民や男性の物珍しさや、その純粋さから、彼が学園に来たことを大いに喜ぶ。
そんな中、孤独に悩んでいた同級生の天空橋愛佳は目立つために公人と共に2人だけの部活「庶民部」を結成する。しかし、同様に友人のいない汐留白亜や神領可憐が加入、更にはクラスで人気の学級委員長である有栖川麗子まで加入してくる。

## 登場人物
※声優はドラマCD版 / テレビアニメ版の順。1人だけの表記の場合はテレビアニメ版のみの声優であることを示す。

### メインキャラクター
神楽坂 公人（かぐらざか きみと）
声 - 石川界人 / 田丸篤志
本作の主人公。高等部1年。両親の他に姉が一人いる。普通の高校生（庶民）であったが、ある日、清華院女学校の女生徒に男性というものを直に教えるために拉致され、「庶民サンプル」としてお嬢様学校での生活を余儀なくされる。
平凡な高校生であるが、誰に対しても分け隔てなく接する優しさ、困っている人がいれば助ける正義感を持っており、周りからの評価は高く、慕われている。愛佳や恵理など、誰もが関わりを避けるほどの面倒臭い性格の子にさえ親身に世話を焼くお人好しでもあり、その世話焼きな気質から中学時代は「セバスチャン」のあだ名で呼ばれていた。
かなりの太ももフェチであり、女性の太ももに対して人並ならぬこだわりを持っている。清華院女学校では、女子生徒に手を出さないようにするための策として、男性好きの筋肉フェチを装う羽目になっている。
天空橋 愛佳（てんくうばし あいか）
声 - 瀬戸麻沙美 / 芹澤優
本作のヒロインの一人。高等部1年。どんな嘘でも信じてしまうことから、公人に「ツンピュアさん」（ツンデレ＋ピュア）というあだ名を付けられている。
容姿は可愛いのだが、人見知りでヘタレな性格。ただ、人見知りなのは他者の印象であり、本当は良くも悪くも純粋なだけ。嘘をつくのがとても苦手で思ったことを口に出してしまうため、過去に友人を傷付けた経験をしたことから、他の生徒との関係を壊してしまうことを恐れて自ら距離を取っている。だが、必要以上に避ける傾向から、かえって周囲の人間関係をこじれさせてしまう事もある。これが原因で友達が出来ず、公人を利用して「庶民部」を結成し、目立とうと奮闘しているが、目立てる場面に限ってヘタレ全開で動けなくなり、すぐさま人と距離を置くため、公人には辟易されている。前述の性格が元で、公人が転向してくる以前より自分に分け隔てなく接しようとしてくれた麗子に対しそっけない態度を繰り返している。
お嬢様にも関わらず喜怒哀楽が激しく、庶民みたいな言葉遣いで話す。本人の言葉によると「小学四年の時に熱を出して倒れて、気がついたらこうなっていた」という。
公人の部屋で読んだ「ゆるゆり」で、「誰からも嫌われない良い子だから」という理由から赤座あかりを好きなキャラクターに挙げている。
有栖川 麗子（ありすがわ れいこ）
声 - 茅野愛衣 / 立花理香
本作のヒロインの一人。高等部1年。庶民部部員。御三家本流の一つ・有栖川家の令嬢。品行方正。全身から優雅で気品が溢れており、公人から「お嬢様・オブ・お嬢様」と称される。兄にシスコンの正臣がいる。クラス（高等部1年桜組）では委員長を担当。当初から「庶民サンプル」の公人に好意的に接していたが、偶然浴場で公人に裸を見られて以降、公人に「お嫁にもらって頂くしかない」と固く誓い、未来の婿として強く意識するようになる。
公人が転向してくる以前より、皆に心を開こうとせず周りの気持ちを顧みない愛佳に対しても、何とか気を使って歩み寄ろうとし、また愛佳の態度を快く思わない同級生達の事を宥め、彼女に危害が及ばないよう努力している。
普段の姿からは想像を絶するレベルの音痴で、一度歌い始めれば、その酷い歌声は音波兵器と化して周囲を揺るがし、破壊し尽くす。それゆえに愛佳は麗子が歌うのを極度に恐れている。周囲が麗子に気を遣って指摘しないため、本人は気付いていない。
愛佳同様に公人の部屋で読んだ「ゆるゆり」で、「真面目で一所懸命ながら、自分の好意を素直に打ち明けられないところが愛おしい」という理由から、杉浦綾乃を好きなキャラクターに挙げている。
汐留 白亜（しおどめ はくあ）
声 - 日高里菜 / 桑原由気
本作のヒロインの一人。中等部2年。庶民部部員。工学や化学などの分野で数々の特許を取得し、数学の論文で賞を得るほどの天才少女。世界各国の大企業から開発依頼を受けており、特許収入で建てたラボを生活の場としている。何かを思いつくとどこにでも数式を書き出してしまう「閃きモード」が発動し、何故か脱衣してしまう癖を持つ。その反面、小学校低学年生にしか見えない外見に加えて喜怒哀楽に乏しく、着衣すら自分で出来ないほど生活能力が低いため、生活面はメイドのサポートが必須となっている。逆にメイドの方は白亜の生活面を一から十までサポートしなければならないことから、ほとんどが一年と持たずにギブアップしてしまう有様。
公人と偶然出会い、世話してもらったことから非常に懐いており、淡い恋心を抱いている。公人といる時は常に彼の膝の上に座り、食べ物も公人の手から食べさせてもらっているが、逆に公人以外の者から差し出された場合は一切見向きせず、曜日ごとの決まった物しか口にしなくなる。また、この時は「閃きモード」の発動が少なくなる。が、自身は公人と学問にしか関心が無く、当初はそれがメンバー（特に可憐）の嫉妬と苛立ちを募らせる原因になっていた。庶民部メンバーのことを友達とは呼ぶものの、変態的な接し方をしてくる可憐だけは嫌っている。
神領 可憐（じんりょう かれん）
声 - 三澤紗千香 / 森永千才
本作のヒロインの一人。高等部1年。庶民部部員。なぜか常に日本刀を帯びており、可憐式という自己の流派を持っている。言葉遣いは一人称が「私」である以外完全な男言葉で、愛佳以上に「お嬢様」から逸脱しているが、公人の嘘や占いの結果などを信じ込みやすく、その点は愛佳と似た者同士。フトモモは肉つきがよく、公人曰く「すべての太ももフェチが求めた理想のアーサー王」らしいが、可憐自身はこれがコンプレックスになっている。シスコンの妹・雅がいる。
かわいいものが大好きで、それを目の前にして豹変した姿は変態そのもの。動物では兎、庶民部では白亜のことを大いに気に入っているが、肝心の白亜には嫌われている。白亜の「閃きモード」が発動すると止めないばかりか、鼻血を噴き出しながら満面の笑みで白亜にすり寄る超変態の役立たずと化すため、愛佳に「死ね！」と激怒されている。
常に帯刀しているために周囲からは忌避されており、これが原因で愛佳と同じく友達がいない。だが、可憐自身は帯刀していることが当然と思っており、友達がいない原因が自分自身にあることを全く理解していない。
九条 みゆき（くじょう みゆき）
声 - 悠木碧 / 大西沙織
本作のヒロインの一人。清華院女学校のメイド長で、公人の専属メイド。氷のような冷たい雰囲気の容貌を持つクールビューティーで、斜めにカットされた前髪に左目の下に泣きぼくろがある。特殊部隊を使って公人を拉致し、「庶民サンプル」にした張本人。
性格は非常にドSで、容貌に違わぬ冷酷さと冷徹さを持つ。公人が失態を犯す度にきつい制裁を行っているが、自身に非があった時には公人に向けて忌々しく舌打ちするなど、他人に厳しく自分に甘い部分も目立つ。しかし、一方で朝早く部屋に来て眠っている公人にキスするなど不可解な行動を起こしている。
その正体は御三家本流も遠く霞む影響力を持つ名家中の名家である九条家、それも本家の令嬢であり、学校長に「何も言うことはありません」と言わしめるほどの絶対的な発言力を有している。だが、それだけの地位と権力を有する彼女が何故メイド長に就いたのかは、彼女自身が「大した理由ではありません」と答えるだけでそれ以上を語ろうとしないため、学校中がこれを不思議がり困惑している。
原作2巻以降の最後で「九条さんのドS相談室」というコーナーをやっており、公募の相談に猛烈な辛口で答えている。このコーナーはドラマCD出張版として悠木の声が当てられ、アニメではBD / DVD第1巻の特典として、「九条さんのドS相談室アニメ版」の名で完全新作ショートアニメとして収録された。
花江 恵理（はなえ えり）
声 - 原由実
本作のヒロインの一人。公人の幼なじみ。高校1年。高校生でありながら声優の仕事をしている学校のアイドル的存在。外面がとても良く、表向きは人付き合いの良い性格だが、内心では本当に人間かと疑いたくなるほど腹黒く言葉は汚い。特に公人に対しては家に呼び付けて部屋の掃除をさせたり、パシリをさせるなど奴隷扱いして横暴の限りを尽くしている。
拉致されて以来ほとんど連絡がない公人に腹を立てており、彼を連れ戻すために愛佳を利用して自力で清華院女学校を突き止める。そして、学校側にここの場所をバラすと脅して公人を連れ帰ろうとするが、みゆきの圧倒的な権力の前に挫折してしまう。しかし、みゆきの計らいにより二人目の「庶民サンプル」に採用される。

### 清華院女学校
伝統と格式を重んじ、立派な大和撫子を育てることを目的とした全寮制の超お嬢様学校。名家の令嬢しか入ることが許されておらず、校長を始め職員も全て女性という徹底した男子禁制をとっており、原作中で判明している限りでは幼稚園から大学までのエスカレーター式。
また、存在自体が秘密扱いされており、この学校の存在は一般には知られていない。飛行場と専用旅客機を備えるほどの広大な敷地を持つが外界とは全くの無縁で、生徒は敷地から一歩たりとも外に出ることを禁止されている。
生徒には専属のメイドが最低一人は必ず付くシステムになっており、麗子曰く「祖母の時代には結婚による中退もあった」という。

#### 高等部
東城 香絵（とうじょう かえ）
声 - 相坂優歌
高等部1年。アイドルの様な明るい雰囲気を持つ。麗子、瑞穂、麻矢とは幼稚園から続いている間柄で、よくお茶会を4人で行っている。
末広 瑞穂（すえひろ みずほ）
声 - 杉浦しおり
高等部1年。「やばい空気」が読める文学眼鏡っ子。香絵の話を止められなかったため、「お茶会事件」と呼ばれる、愛佳と麗子の対立の原因を生む結果となった。意外に足が速い。
壬生 麻矢（みぶ まや）
声 - 松田利冴
高等部1年。ふんわりとした雰囲気でお喋り好き。また、寂しがり屋で泣き虫でもある。
桂木 裕美（かつらぎ ゆみ）
高等部2年。以前から吹奏楽部に興味を持ち、2年生であるが吹奏楽部に入部しようと思い、裏山でトランペットの練習している。
蓮花寺 敦子（れんげじ あつこ）
高等部3年。演劇部部長。凛として貴公子を思わせるほどの容貌で、校内で屈指の有名人で人気者。
六合 清子（ろくごう きよこ）
高等部3年。清華院女学校高等部生徒会長。上品に編み込んだロングの髪に「聖女」というイメージを感じさせるほど全身から清らかさが漂っている。
自分の苦労を顧みずに生徒に尽くす人柄で校内において（良くも悪くも）多くの「伝説」を持つカリスマ的存在。九条一の一番目の許婚。
みゆきをして「公安のマークを付けるべき」と言わしめるほど、かなり突拍子もない行動をすることがある。

#### 中等部
神領 雅（じんりょう みやび）
中等部3年。可憐の妹。学年首席で中等部の生徒会長を務める優等生。しかし、その本性は姉の可憐を愛しているシスコン（と言うよりは重度のレズビアン）。本人曰く「将来の夢はお姉さまと二人きり他に誰もいない森の奥深くのお家でとろとろ抱き合いながら永遠に過ごすこと」。

#### 幼稚園年少・藤組
董（かおる）
縦ロールの髪をした少女。運動会の優勝賞品として一週間だけ公人が藤組に編入した際、公人の膝の上を独占し、公人に甘えつつも他の園児達に対して優越感に浸るなど、三国志の暴君を彷彿させる振る舞いをしていた。
紹子（しょうこ）
三つ編みをしている少女。名門・園家の令嬢で、真面目な性格のためクラスの委員長的なポジションにいる。公人を独占する薫に対し、反・薫連合を結成し対抗する。
操（みさお）
紹子の親友の少女。紹子を補佐しているように見えるが、乱世の奸雄を彷彿させる様な大器を予感させる逸材。要領が良く、成り上がる気満々。
徳美（とくみ）
愛され系ふるゆわな少女。仁徳の子と呼ばれるほど、クラスメイトと先生達からの受けはすこぶる良いが、意外と腹黒く計算高いブリッ子。
権子（けんこ）
ショートヘアのボーイッシュな女の子。孫三姉妹の末っ子で、ヤンキーな口調で話すお転婆な体育会系で、豪放磊落な上に猪突猛進な気質。
諸葛 亮子（しょかつ りょうこ）
クラスで一番お勉強ができる少女。某軍師を彷彿させる切れ者。公人の膝の上をめぐってクラスで争いが起きたため、自ら「ふじぐみ三分の計」を実行。操・徳美・権子の三勢力が並び立ち、膠着状態に持ち込む。

#### メイド
霧生 菫（きりゅう すみれ）
声 - 金子有希
麗子専属のメイド。27歳。清華院女学校に勤務して4年目のベテランであり、一学級約30人のメイドを束ねる「クラス長」の地位に就いている。眼鏡をかけているのが特徴。自他共に厳しく完璧主義な性格で、麗子が呼べば何処からともなく現われる。メイドとして非常に有能な一方で、白亜の専属メイドを務める崎守にやや嫉妬を抱いている。
基本的に20歳前半で結婚などで退職する清華院のメイドだが、いまだに相手がいない。それ故に焦りを感じているが、自分の性格が災いして中々相手を見つけられないでいる。
崎守（さきもり）
声 - 藤村歩
白亜専属のメイド。白亜のラボに勤務するメイドたちを統括する役目も担っている。清華院女学校での勤務は2年目。メイドの中では若手の方だが、楽天的な性格もあってか、すぐに根を上げると言われた白亜の専属メイドを一年以上続けているなど意外に優秀。
白亜が公人に恋心を抱いていることを知ると、ラボのメイドたちを総動員して公人と白亜の関係を更に発展させようと画策し、様々な罠を張り巡らせる。逆に他のヒロインたちに対しては、公人に近付けなくするために妨害を仕掛ける。
黒江（くろえ）
愛佳専属のメイド。とても色白で大人しい性格。そのため存在感が薄く気付かれないことが多い。実は代々上流階級に重宝されてきた特殊な家の出で、存在感を自在に消せる特技の持ち主。
人見知りの愛佳を元気にさせてくれた公人のことを感謝していたが、次第に彼に好意を抱くようになり、事あるごとに彼の部屋に訪れるようになる。

#### 教職員・その他関係者
来待 早百合（きまち さゆり）
声 - 本田貴子
清華院女学校の校長。中学生を自称しているが、どう見ても三十路前のいわゆる「痛い人」。糸目。
九条家令嬢にしてメイド長のみゆきの命令には立場上逆らうことが出来ず、自身も割と軽い性格なため、校長としての威厳や権限はあまり無い。

### 家族関係者
有栖川 鳳子（ありすがわ ほうこ）
声 - 恒松あゆみ
麗子の母親で、清華院女学校OGの一人。公人曰く「麗子を二段階くらい進化させた感じ」「麗子がお姫様ならお妃様」。外見は非常に若々しく、スタイルもいい一方で御三家本流としての風格と威厳も兼ね備えている。名家同士の繋がりこそ重要であり、個人の意思は無意味と信じて疑わない貴族的思考の持ち主だが、自分の邪魔をする者はたとえ身内といえども精鋭部隊を差し向けて容赦無く叩き潰し、自分に恥をかかせた者を絶対に許さない。
有栖川 正臣（ありすがわ まさおみ）
声 - 鳥海浩輔
麗子の兄で、大学に通っておりアメフト部のエースを務めている。一方で、スマホを使う公人に対し「何でガラケーじゃないんだ！　使えない奴め！」と罵ったほどのガラケー愛好者。容姿端麗、大学主席を修め身体能力も高く、特別扱いされることを嫌い、誰に対しても分け隔てなく紳士的に接するため人望が高い等、絵に描いた様な完璧超人。公人曰く「ほんといい体してんな」とのこと。
しかし、その実態は妹の麗子を死ぬほど愛している極度のシスコン。そのため、どんなに言い寄ってくる女性に全く興味を示さず、しかも公人みたいに鈍感なため、小鞠の好意にも気付いてない。一方、麗子に近づく男には口も態度も悪くなり、特に公人を異常なほど毛嫌いしている。
天空橋 美子（てんくうばし よしこ）
愛佳の母親。絵本の中から出てきた人と思う様な綺麗さだがあどけなさがあり、口調は丁寧でいかにも「お姫様」という雰囲気を持つ。
しかし、性格は非常に我儘で頑固であり、気まぐれで物事を決めては周りを振り回す天性のトラブルメーカー。その資質は娘である愛佳にしっかり受け継がれてしまっている。
天空橋 和眞（てんくうばし かずま）
愛佳の父親。優男の印象がある。美子のことを死ぬほど愛しており、彼女の言うことは何でも聞くのはもちろん、九条家を敵に回すことも辞さないほど。
気概こそ立派だが、傍から見れば完全に美子の奴隷としか映らない。しかし、それには過去に美子のたまたまの思い付きのおかげで一命を取り留めたことがあり、それ以降美子のことを「幸せの女神さま」と心酔している。
汐留 紅子（しおどめ こうこ）
白亜の母。背が高くスレンダーな女性。音楽家の家系に生まれたため音には非常に敏感で、声でその人の性質や知性を読み取ることができる。
白亜と同じく「閃きモード」があり彼女の場合は音符を書き始めるが、その際何故か着ている衣服が弾け飛ぶ。
神領 静（じんりょう しずか）
可憐、雅の母。外見が娘達よりも非常に幼く小学校低学年ぐらいにしか見えない。
巫女の様な格好に自分の身長よりも長い大剣を背中に携えている。これは仕事道具であり、本人曰く「悪霊の類を斬っている」とのこと。
九条 一（くじょう いつき）
九条家の長男にしてみゆきの実兄。現在は海外の大学に飛び級で留学中。小四の時に自分と瓜二つの公人と出会い、興味本位で彼と入れ替わることを提案した。公人が二日で自首してしまい入れ替わりが露見するが、自分と公人を見分けられなかったことに対する失態を名目に使用人達を脅し、入れ替わりを続行させた。入れ替わり中、非常に上手に公人を演じていたため、公人の親友や両親に全く気付かれなかったが、恵理にだけは即座に見破られた。
公人と外見は瓜二つであるが、みゆき曰く「実際に会えば、すぐに別人だとわかるくらい雰囲気が違う」とのことで、みゆきですら兄とか肉親とかと捉えることが出来ないほど遠い存在と言わしめるほど。

### その他
佐々木 小鞠（ささき こまり）
正臣の幼馴染の大学生。アメフト部のマネージャーの1人で、正臣以外のアメフト部員達を分け隔てなく世話を焼いているため、部員達からの人気が高い。
正臣に好意を抱いており、告白したことがあるが彼の性癖ゆえにあっさり振られる。後に正臣の性癖を知ったことで弱みを握り、それ以降、彼を人間椅子にして座って罰を与えている。
夕霧 瑠璃子（ゆうぎり るりこ）
正臣の後輩の大学生。黒いストレート髪が特徴で、一見すると正統派美少女といった雰囲気を持つ。アメフト部のマネージャーの1人で、気立てが良く後輩のフォローも出来るなど、正臣や他の部員達からの評判は良い。しかし、その本性は正臣のことを異常なまでに好意を抱くヤンデレ。新入部員勧誘の時に、正臣に一目惚れして以降、部屋に夥しい数の彼の写真で埋め尽くすなどのストーカー行為にも及んでいる。
山田 みさき（やまだ みさき）
声 - 奥野香耶
恵理が出演しているラジオ番組の司会者のアイドル。だが、コメントの返しの悪さなどから恵理から酷評されている。
武宮（たけみや）
声 - 玄田哲章
有栖川家に使えるボディーガード。筋肉質で身体能力も高い。正臣に対し、いい加減妹離れしてほしいと思っている。

## 既刊一覧

### 小説
- 七月隆文（著） / 閏月戈（イラスト）、一迅社〈一迅社文庫〉、全12巻
  1. 『俺がお嬢様学校に「庶民サンプル」として拉致られた件』2011年11月19日発売[10]、ISBN 978-4-7580-4273-4
  2. 『俺がお嬢様学校に「庶民サンプル」として拉致られた件 2』2012年4月20日発売[11]、ISBN 978-4-7580-4318-2
  3. 『俺がお嬢様学校に「庶民サンプル」として拉致られた件 3』2012年7月20日発売[12]、ISBN 978-4-7580-4355-7
  4. 『俺がお嬢様学校に「庶民サンプル」として拉致られた件 4』2012年10月20日発売[13]、ISBN 978-4-7580-4373-1
  5. 『俺がお嬢様学校に「庶民サンプル」として拉致られた件 5』2013年2月20日発売[14]、ISBN 978-4-7580-4404-2
    - 「特装版」同日発売、ISBN 978-4-7580-4405-9

  6. 『俺がお嬢様学校に「庶民サンプル」として拉致られた件 6』2013年5月18日発売[15]、ISBN 978-4-7580-4431-8
  7. 『俺がお嬢様学校に「庶民サンプル」として拉致られた件 7』2013年9月20日発売[16]、ISBN 978-4-7580-4463-9
    - 「特装版」同日発売[17]、ISBN 978-4-7580-4464-6

  8. 『俺がお嬢様学校に「庶民サンプル」として拉致られた件 7.5』2014年1月18日発売[18]、ISBN 978-4-7580-4518-6
  9. 『俺がお嬢様学校に「庶民サンプル」として拉致られた件 8』2014年7月18日発売[19]、ISBN 978-4-7580-4581-0
  10. 『俺がお嬢様学校に「庶民サンプル」として拉致られた件 9』2015年1月20日発売[20]、ISBN 978-4-7580-4668-8
  11. 『俺がお嬢様学校に「庶民サンプル」として拉致られた件 10』2015年10月20日発売[21]、ISBN 978-4-7580-4762-3
    - 「特装版」同日発売[22]、ISBN 978-4-7580-4761-6

  12. 『俺がお嬢様学校に「庶民サンプル」として拉致られた件 11』2016年7月20日発売[23]、ISBN 978-4-7580-4852-1

### 漫画
- 七月隆文（原作） / 閏月戈（キャラクター原案） / りすまい（作画） 『俺がお嬢様学校に「庶民サンプル」として拉致られた件』 一迅社〈REXコミックス〉、全15巻
  1. 2012年11月5日初版発行（10月27日発売[24]）、ISBN 978-4-7580-6341-8
  2. 2013年6月5日初版発行（5月27日発売[25]）、ISBN 978-4-7580-6378-4
  3. 2013年10月5日初版発行（9月27日発売[26]）、ISBN 978-4-7580-6411-8
  4. 2014年2月5日初版発行（1月27日発売[27]）、ISBN 978-4-7580-6426-2
  5. 2014年8月1日初版発行（7月18日発売[28]）、ISBN 978-4-7580-6465-1
  6. 2015年2月1日初版発行（同日発売[29]）、ISBN 978-4-7580-6488-0
  7. 2015年8月5日初版発行（7月27日発売[30]）、ISBN 978-4-7580-6520-7
    - 「特装版」同日発売[31]、ISBN 978-4-7580-6521-4

  8. 2015年11月5日初版発行（10月27日発売[32]）、ISBN 978-4-7580-6551-1
  9. 2016年2月5日初版発行（1月27日発売[33]）、ISBN 978-4-7580-6564-1
  10. 2016年8月5日初版発行（7月27日発売[34]）、ISBN 978-4-7580-6604-4
  11. 2017年2月5日初版発行（1月27日発売[35]）、ISBN 978-4-7580-6643-3
  12. 2017年8月5日初版発行（7月27日発売[36]）、ISBN 978-4-7580-6671-6
  13. 2018年1月5日初版発行（2017年12月27日発売[37]）、ISBN 978-4-7580-6702-7
  14. 2018年7月5日初版発行（6月27日発売[38]）、ISBN 978-4-7580-6742-3
  15. 2019年1月5日初版発行（2018年12月27日発売[1]）、ISBN 978-4-7580-6780-5
- 七月隆文（原作） / 閏月戈（キャラクター原案） / Sw（作画） 『俺がお嬢様学校に「庶民サンプル」としてスピンオフされた件』 一迅社〈REXコミックス〉、全2巻
  1. 2016年1月27日発売[39]、ISBN 978-4-7580-6565-8
  2. 2016年7月27日発売[40]、ISBN 978-4-7580-6605-1

## テレビアニメ
2015年2月にテレビアニメ化が発表され、『俺がお嬢様学校に「庶民サンプル」としてゲッツされた件』のタイトルで2015年10月から12月までTOKYO MX、サンテレビほかにて放送された。
作品名を原作から改題するにあたり、放送前には「ゲッツ!」のネタを生んだダンディ坂野と原作者・七月が「調印式」を取り行い、坂野は「ゲッツ!監修」という役職のスタッフに就任。第10話では「坂野のイメージ画像&声」という形でアニメ本編にも登場した。ちなみに「ゲッツ」と「された」の間にハートのマークが入る。

### スタッフ
- 原作 - 「俺がお嬢様学校に「庶民サンプル」として拉致られた件」七月隆文（一迅社文庫刊）[6]
- 監督 - 神保昌登[6]
- シリーズ構成・脚本 - 下山健人[6]
- キャラクター原案 - 閏月戈[6]
- キャラクターデザイン - 佐野隆雄[6]
- プロップデザイン - 松井誠[43]
- 美術監督 - 栫ヒロツグ[43]
- 色彩設計 - 平井麻実[43]
- 撮影監督 - 柳田貴志[43]
- 編集 - 坪根健太郎[43]
- 音響監督 - 土屋雅紀[43]
- 音楽 - 水谷広実[6]
- 音楽プロデューサー - 高橋克典[43]
- 音楽制作 - 5pb.Records[43]
- プロデューサー - 川村仁[43]、笠井秀樹[43]、横田真吾[43]、深尾聡志[43]、金子逸人[43]、重成幸生[43]、青木絵理子[43]、松村俊輔[43]、伊藤幸弘[43]
- アニメーションプロデューサー - 金子逸人[43]、伏見宣人[43]
- アニメーション制作 - SILVER LINK.[6]
- 製作 - 清華院桜藤会[6]（ハピネット、一迅社、AT-X、ショウゲート、SILVER LINK.、MAGES.、メモリーテック、創通、BSフジ、コンテンツシード）

### 主題歌
オープニングテーマ「イチズレシピ」
作詞 - Mio Aoyama / 作曲 - 足土貴英 / 編曲 - 悠木真一 / 歌 - アイドルカレッジ
エンディングテーマ「トワイライトに消えないで」
作詞 - 夏瞳 / 作曲 - 佐久間和宏 / 編曲 - Johnny. k / 歌 - 原由実

### 各話リスト
| 話数   | サブタイトル                                        | 絵コンテ          | 演出              | 作画監督                                                                                                  | 総作画監督                 |
| ------ | --------------------------------------------------- | ----------------- | ----------------- | --- | -------------------------- |
| 第1話  | ようこそ庶民                                        | 神保昌登          | 神保昌登          | 冨田泰博、前田綾、長澤翔子 永田喜敬、松井誠                                                               | 佐野隆雄                   |
| 第2話  | 麗子様は私たちの憧れですわ                          | のりみそのみ      | 丸山由太          | 古川英樹、古谷梨絵、佐藤香織 平田和也、竹森由加                                                           | 古川英樹                   |
| 第3話  | エデンの園ってカンジだった                          | 宇根信也          | 宇根信也          | 鈴木光 | -                          |
| 第4話  | お茶会事件                                          | 神保昌登 首藤武夫 | 神保昌登          | 白先チミエ                                                                                                | 佐野隆雄                   |
| 第5話  | 友達だけ                                            | 木村泰大          | 木村泰大          | 塚本歩、古谷梨絵 本田辰夫、冨田泰弘                                                                       | 古川英樹                   |
| 第6話  | 表に出ろ                                            | のりみそのみ      | 井上圭介          | 平田和也、竹森由加、古谷梨絵 佐藤香織、冨田泰弘                                                           | 平田和也                   |
| 第7話  | ツンピュアさんの本領                                | 井出安軌          | 野亦則行          | 佐藤香織、古谷梨絵、さのえり 村長由紀、福地和浩 松浦里美、大槻南雄                                        | 佐野隆雄                   |
| 第8話  | 愛佳様は友達が多い                                  | 錦織博            | 井上圭介          | 古谷梨絵、冨田泰弘、吉田和香子 佐藤香織、福地和浩、村長由紀 島袋智和、久松沙紀                            | 古川英樹                   |
| 第9話  | 神楽坂様が来てるのよっ                              | 宇根信也          | 宇根信也 鈴木恭兵 | 鈴木光、加藤壮                                                                                            | 平田和也                   |
| 第10話 | 前から気になっていたんだけど、 ゲッツってなんなの？ | 丸山由太          | 丸山由太          | 冨田泰弘、古谷梨絵、しまだひであき 塚本歩、竹森由加                                                       | 佐野隆雄                   |
| 第11話 | 公人様が見ていた空は こうではありませんの？         | 尾崎隆晴          | 尾崎隆晴          | 前嶋弘史、柳昇希                                                                                          | 古川英樹                   |
| 第12話 | 不束者ですが、 末永くお願い致します。               | 神保昌登          | 神保昌登          | 冨田泰弘、久松沙紀、福地和浩 古谷梨絵、鈴木光、平田和也 のりみそのみ、佐藤香織 村長由紀、佐野隆雄（メカ） | 佐野隆雄 平田和也 古川英樹 |

### 放送局
| 放送期間                  | 放送時間                     | 放送局                   | 対象地域 | 備考                              |
| ------------------------- | ---------------------------- | ------------------------ | -------- | --------------------------------- |
| 2015年10月7日 - 12月23日  | 水曜 23:30 - 木曜 0:00       | AT-X                     | 日本全域 | 製作委員会参加 / リピート放送あり |
| 2015年10月8日 - 12月24日  | 木曜 22:30 - 23:00           | TOKYO MX                 | 東京都   |                                   |
| 2015年10月9日 - 12月25日  | 金曜 0:30 - 1:00（木曜深夜） | サンテレビ               | 兵庫県   |                                   |
|                           | 金曜 1:00 - 1:30（木曜深夜） | KBS京都                  | 京都府   |                                   |
|                           | 金曜 21:30 - 22:00           | スターキャットチャンネル | 愛知県   | CATV / リピート放送あり           |
| 2015年10月12日 - 12月28日 | 月曜 1:30 - 2:00（日曜深夜） | BSフジ                   | 日本全域 | 製作委員会参加                    |

| 配信期間                 | 配信時間                   | 配信サイト         | 備考                                             |
| ------------------------ | -------------------------- | ------------------ | ------------------------------------------------ |
| 2015年10月8日 - 12月24日 | 木曜 23:00 - 23:30         | ニコニコ生放送     |                                                  |
|                          | 木曜 23:30 更新            | ニコニコチャンネル | 第1話無料、第2話 - 第5話有料、第6話以降1週間無料 |
| 2015年10月9日 - 12月25日 | 金曜 0:00（木曜深夜） 更新 | GYAO!              | 第1話無料、第2話以降有料                         |
|                          |                            | バンダイチャンネル | 第1話無料、第2話以降有料、有料会員は全話見放題   |

### 映像特典
DVD&Blu-ray各巻映像特典短編エピソード。第1巻は原作巻末に掲載『九条さんのドS相談室』が完全新作アニメとして収録。第2巻以降冒頭『全力坂』をモチーフにした『金力坂（神楽坂二丁目の坂）』と言うエピソードが挿入される。
『全力坂』ナレーション
- 第2-5話 - 神楽坂公人（田丸篤志）
- 第6話 - 九条みゆき（大西沙織）

主題歌
オープニングテーマ「イチズレシピ 庶民部Ver.」（第6話）
作詞 - Mio Aoyama / 作曲 - 足土貴英 / 編曲 - 悠木真一 / 歌 - 庶民部（芹澤優、立花理香、桑原由気、森永千才）
第6話は短編はなくアレンジ曲のみで構成。
エンディングテーマ「トワイライトに消えないで」
| 話数 | サブタイトル                            | 脚本     | 絵コンテ | 演出     | 作画監督                              | 総作画監督 | 金力坂・走者 |
| ---- | --------------------------------------- | -------- | -------- | -------- | ------------------------------------- | ---------- | ------------ |
| 1    | 九条さんのドS相談室アニメ版             | -        | 神保昌登 | 神保昌登 | 長澤翔子、島袋智和 古谷梨絵、佐藤香織 | 佐野隆雄   | -            |
| 2    | ねえ、何でこの靴下こんなにゆるいの？    | -        | 神保昌登 | 神保昌登 | 平田和也、佐藤香織 古谷梨絵           | 平田和也   | 天空橋愛佳   |
| 3    | 無理しない程度に大食い大会致しましょう♪ | -        | 井上圭介 | 井上圭介 | 平田和也、福地和浩 古谷梨絵、久松沙紀 | 平田和也   | 有栖川麗子   |
| 4    | 庶民魔法って知ってるか？                | 神保昌登 | 井上圭介 | 井上圭介 | 佐々木睦美                            | 平田和也   | 汐留白亜     |
| 5    | 私ぎゅうどんいっぱいに興味がありますわ♪ | 神保昌登 | 神保昌登 | 井上圭介 | 遠藤大輔                              | 平田和也   | 神領可憐     |
| 6    | イチズレシピ 庶民部Ver.                 | -        | 井上圭介 | 井上圭介 | 古谷梨絵                              | 佐野隆雄   | 神楽坂公人   |

### BD / DVD
| 巻 | 発売日       | 収録話          | 規格品番  | 規格品番  |
| 巻 | 発売日       | 収録話          | BD        | DVD       |
| -- | ------------ | --------------- | --------- | --------- |
| 1  | 2016年1月6日 | 第1話 - 第2話   | BIXA-1111 | BIBA-2911 |
| 2  | 2016年2月2日 | 第3話 - 第4話   | BIXA-1112 | BIBA-2912 |
| 3  | 2016年3月2日 | 第5話 - 第6話   | BIXA-1113 | BIBA-2913 |
| 4  | 2016年4月2日 | 第7話 - 第8話   | BIXA-1114 | BIBA-2914 |
| 5  | 2016年5月3日 | 第9話 - 第10話  | BIXA-1115 | BIBA-2915 |
| 6  | 2016年6月2日 | 第11話 - 第12話 | BIXA-1116 | BIBA-2916 |

特典ブックレット
DVD&Blu-ray特典、特別書き下ろし小説。
- 第1巻 「九条みゆきの手記① 庶民サンプルの確保の件」
- 第2巻 「九条みゆきの手記② あのときの九条みゆき」
- 第3巻 「番外編エピソード 九条さんと五月雨の日」 - オリジナルエピソード案のプロットをシナリオ形式にしたもの。
- 第4巻 「TVアニメ10話Bパート原作小説」 - オリジナルエピソードとなったアニメ第10話の初期稿。
- 第5巻 「アニメ10話Bパート原作小説決定稿 ドイツのお祭りかよ！」
- 第6巻 「崎守エンド」

### ラジオ
『俺がお嬢様学校に「庶民サンプル」としてゲッツされたラジオ』は、音泉にて2015年9月30日から2016年1月13日まで毎週水曜日に配信されたラジオ番組。全15回。パーソナリティは芹澤優（天空橋愛佳 役）と立花理香（有栖川麗子 役）。
　ゲスト
　・第6回(2015年11月4日) - 大西沙織
　・第8回(2015年11月18日) - 桑原由気
　・第11回(2015年12月9日) - 森永千才
　・第12回(2015年12月6日) - 原由実
　・第14回(2016年1月6日) - 田丸篤志

## 実在する人物・漫画の登場
作中にはたびたび、実在する人物や漫画が登場する。
ゆるゆり
実際に漫画として登場。原作出版元である一迅社繋がり。
テレビアニメ版では、同じ一迅社の『おくさまが生徒会長!』、『ろんぐらいだぁす!』も登場。
ダンディ坂野
ほぼ全巻で「ゲッツ！」が使用され、単行本第3巻では表紙で麗子がこのポーズをしているうえ、帯に坂野の写真が掲載されている（テレビアニメ版への関与については#テレビアニメを参照）。
堀江由衣
恵理に高く評価され、声優としての目標とされている。